# Coppa del mondo di mountain bike 1999
La Coppa del mondo di mountain bike 1999 organizzata dall'Unione Ciclistica Internazionale (UCI) e supportata da Diesel si è disputata in tre discipline: cross country, downhill e dual slalom, con otto tappe per ogni disciplina.

## Cross country
| Data              | Luogo             | Vincitore           | Vincitrice      |
| ----------------- | ----------------- | ------------------- | --------------- |
| 28 marzo          | Napa Valley       | Miguel Martinez     | Alison Dunlap   |
| 10 aprile         | Sydney            | Grégory Vollet      | Alison Sydor    |
| 24 aprile         | El Escorial       | Cadel Evans         | Marga Fullana   |
| 8 maggio          | Sankt Wendel      | Filip Meirhaeghe    | Paola Pezzo     |
| 15 maggio         | Plymouth          | Bas van Dooren      | Marga Fullana   |
| 26 giugno         | Big Bear Lake     | Christoph Sauser    | Alison Sydor    |
| 3 luglio          | Canmore           | Thomas Frischknecht | Gunn-Rita Dahle |
| 15 settembre      | Houffalize        | Christophe Dupouey  | Marga Fullana   |
| Classifica finale | Classifica finale | Cadel Evans         | Alison Sydor    |

## Downhill
| Data              | Luogo             | Vincitore        | Vincitrice             |
| ----------------- | ----------------- | ---------------- | ---------------------- |
| 22 maggio         | Les Gets          | Steve Peat       | Anne-Caroline Chausson |
| 29 maggio         | Maribor           | Nicolas Vouilloz | Anne-Caroline Chausson |
| 5 giugno          | Nevegal           | Nicolas Vouilloz | Anne-Caroline Chausson |
| 26 giugno         | Big Bear Lake     | Shaun Palmer     | Missy Giove            |
| 10 luglio         | Squaw Valley      | Nicolas Vouilloz | Anne-Caroline Chausson |
| 31 luglio         | Mont-Sainte-Anne  | Steve Peat       | Anne-Caroline Chausson |
| 7 agosto          | Bromont           | Nicolas Vouilloz | Anne-Caroline Chausson |
| 15 agosto         | Kaprun            | Gerwin Peters    | Anne-Caroline Chausson |
| Classifica finale | Classifica finale | Nicolas Vouilloz | Anne-Caroline Chausson |

## Dual slalom
| Data              | Luogo             | Vincitore   | Vincitrice     |
| ----------------- | ----------------- | ----------- | -------------- |
| 22 maggio         | Les Gets          | Brian Lopes | Katrina Miller |
| 29 maggio         | Maribor           | Karim Amour | Katrina Miller |
| 5 giugno          | Nevegal           | Brian Lopes | Katrina Miller |
| 26 giugno         | Big Bear Lake     | Brian Lopes | Katrina Miller |
| 10 luglio         | Squaw Valley      | Brian Lopes | Tara Llanes    |
| 31 luglio         | Mont-Sainte-Anne  | Eric Carter | Katrina Miller |
| 7 agosto          | Bromont           | Wade Bootes | Katrina Miller |
| 14 agosto         | Kaprun            | Eric Carter | Katrina Miller |
| Classifica finale | Classifica finale | Eric Carter | Katrina Miller |